# Asociación Americana de Profesores de Español y Portugués
La Asociación Americana de Profesores de Español y Portugués (en inglés: American Association of Teachers of Spanish and Portuguese, AATSP), es una asociación profesional de idiomas específicos en los Estados Unidos que fue fundada el 29 de diciembre de 1917 en la ciudad de Nueva York como the American Association of Teachers of Spanish (La Asociación Estadounidense de Profesores de Español). El nombre se cambió al actual cuando se añadió el portugués a la misión de la asociación en 1944. Su objetivo principal es promover el estudio y la enseñanza de la lengua española y portuguesa y otras lenguas relacionadas, así como sus respectivas literaturas y culturas, en todos los niveles de enseñanza. A través de un intercambio pedagógico y de información la AATSP se encarga de impulsar el estudio de estos idiomas y también apoya los proyectos que tengan este fin.
El hispanismo en los Estados Unidos fue especialmente fecundo en tanto que forma parte de su historia más íntima, ligada estrechamente en el sur del país a la del Imperio español, México, Puerto Rico, Filipinas y Cuba. Además conjuntamente con el Imperio portugués, cuando España y Portugal se unieron desde 1580 hasta 1640 con la denominada Unión Ibérica (o Unión de las Coronas), Portugal también ejerció derechos en estos territorios estadounidenses bajo el dominio español, hasta la total independencia de Portugal de España. En los Estados Unidos hay unos 50 millones de hablantes de lengua castellana o española, que es allí la segunda más hablada y por la minoría más importante, además se mantiene activamente usada en estados como Nuevo México, Florida, Texas y California, algunos de ellos los más ricos del país, y en ciudades populosas como Nueva York, Los Ángeles, Miami, San Antonio o San Francisco.
La Asociación celebra un congreso anual, que cada dos años tiene lugar fuera de los Estados Unidos. Asimismo, publica la revista Hispania. Existe, asimismo, una Academia Norteamericana de la Lengua Española, que es miembro de la Asociación de Academias de la Lengua Española (ASALE).
Tras el inglés, el español es el idioma más estudiado en los Estados Unidos El 60 % de los alumnos lo eligen como lengua extranjera. Según el censo de los Estados Unidos, la cifra de estudiantes del español asciende a 7 820 000. 3 600 000 en primaria, 3 220 000 en secundaria, y 1 000 000 en la universidad. El portugués, la otra lengua iberorromance, después del español, es hablado por unas 560 000 personas.

## Historia y organización
La Asociación fue fundada en 1917 en gran parte gracias a los esfuerzos de Lawrence A. Wilkins, su primer presidente, quien trabajó con varias personas que enseñaban en colegios, universidades y escuelas secundarias a lo largo de la costa este. Aurelio M. Espinosa, más tarde el primer editor de Hispania, ayudó a Wilkins a unir las iniciativas de profesores de español de la costa este y oeste previamente existentes para formar la asociación nacional. La AATSP fue la primera asociación en los Estados Unidos dedicada al estudio de una lengua extranjera moderna específica, anterior a la AATI (1923), la AATF (francesa) (1927) y la AATG (alemana) (1927).
La membresía siempre ha estado abierta a profesores de español y portugués y a todos aquellos interesados en esos idiomas. Hay Miembros Honorarios y Fellows que representan, respectivamente, el mundo de la erudición hispana y luso-brasileña y el mundo de las letras.